# Saša Jovanović (Fußballspieler, 1993)
Saša Jovanović (serbisch-kyrillisch Саша Јовановић; * 30. August 1993 in Belgrad, BR Jugoslawien) ist ein serbischer Fußballspieler.

## Karriere
Jovanović begann seine Karriere beim FK Partizan Belgrad. 2010 wechselte er zum Zweitligisten FK Teleoptik. 2011 schloss er sich dem FK Rad Belgrad an, wurde jedoch direkt an den Drittligisten FK Palić verliehen. Nach dem Ende der Leihe kehrte er zunächst zu Rad zurück und debütierte in der SuperLiga, als er am ersten Spieltag der Saison 2012/13 gegen den FK Radnički Niš in der 90. Minute für Milan Pršo eingewechselt wurde. Im selben Monat wurde er aber erneut verliehen, diesmal an den FK BASK. In der Winterpause kehrte er jedoch zu Rad zurück.
Im Januar 2014 wechselte er zum Ligakonkurrenten FK Voždovac. Für Voždovac absolvierte er allerdings nur drei Ligaspiele. Im Januar 2015 schloss er sich dem Zweitligisten FK Bežanija an. Für Bežanija absolvierte er 15 Spiele, in denen er sechs Tore erzielen konnte. Daraufhin wechselte er zur Saison 2015/16 zum Erstligisten FK Čukarički. Für Čukarički absolvierte er in seiner ersten Saison 25 Spiele, in denen er drei Mal einen Treffer erzielen konnte. In der folgenden Saison kam er auf 21 Ligaeinsätze.
Am 25. Januar 2018 wurde er nach Russland an den Zweitligisten FK Dynamo Sankt Petersburg verliehen. Jedoch verließ er die Russen bereits am 31. Januar 2018 wieder und wechselte zum österreichischen Bundesligisten Wolfsberger AC, bei dem er einen bis Juni 2019 laufenden Vertrag erhielt.
Nach der Saison 2018/19 verließ er den WAC wieder und kehrte in seine Heimat Serbien zurück. Seitdem war er dort für die Erstligisten FK Inđija, erneut Rad Belgrad, Radnički Kragujevac, Radnički Niš sowie aktuell beim FK Novi Pazar aktiv.